# Radamanto
Radamanto (in greco antico: Ῥαδάμανθυς?, Rhadámanthys) o Radamante è un personaggio della mitologia greca. Fu un re dell'isola di Creta.
Era un semidio che godette di culto eroico a Creta, nelle isole egee ed in Beozia.

## Genealogia
Figlio di Zeus ed Europa, così come i due fratelli (Minosse e Sarpedonte), fu adottato da Asterio dopo che questi sposò la madre.
Sposò Alcmena (la vedova di Anfitrione) e fu padre di Gortis (associato al paese di Gortina) ed Erythrus, che secondo Pausania era il fondatore di Eritre.

## Mitologia
Secondo le leggende, forse dal periodo minoico, era un re potente e, durante la sua vita, portò la legge e la giustizia a Creta e dopo la sua morte continuò nel Tartaro come un sovrano e giudice giusto.
In altre versioni Radamanto era considerato pronipote di Kres, l'eponimo dell'isola di Creta, ma successive genealogie lo collocano accanto a Minosse e Sarpedonte come terzo figlio di Zeus e di Europa. A volte si possono trovare riferimenti ai tre fratelli e giudici della morte indicati come Radamante, Minosse ed Eaco. Eaco però non è Sarpedonte, che sarebbe il vero terzo fratello.
Secondo Omero, i Feaci lo portarono una volta su una delle loro navi da Scheria verso Eubea.
Si recò anche a Calea, dove sposò Alcmena e si meritò la reputazione di legislatore sapientissimo.
Secondo Omero dimora nei Campi Elisi (Isole dei Beati) e per questo fu considerato Signore del mondo ultraterreno.
In Platone troviamo una tradizione che fa di Radamanto, assieme ad Eaco, Minosse e Trittolemo, un giudice dei morti. Quando gli antichi volevano esprimere un giudizio giusto, quantunque severo, lo chiamavano "giudizio di Radamanto", proprio a significare la sua grande equità. Nel Tartaro esso inquisiva sui delitti e li puniva, obbligava i colpevoli a rivelare gli errori della loro vita ed a confessare i delitti la cui espiazione doveva avvenire dopo la morte. Radamantini erano i giuramenti che si facevano invocando a testimoni animali o cose inanimate. Socrate ad esempio, giurava per il cane o per il papero e Zenone per la capra.
Radamanto è rappresentato seduto su un trono al fianco di Crono con uno scettro in mano e sulla porta dei Campi Elisi.

## Altri media
Radamanto appare come boss da sconfiggere nel videogioco God of War III.
Nel manga Saint Seiya - I Cavalieri dello zodiaco, nell'anime tratto da esso e nel prequel Saint Seiya - The Lost Canvas, Radamante (a volte chiamato alla greca, Rhadamanthis) è, come Eaco e Minosse, uno dei 3 Giganti degli Inferi, (detti anche i 3 Giudici) che guidano gli Specter, le armate di Ade il dio dell'Oltretomba.